# Puchar Niemiec w piłce nożnej (1953/1954)
Puchar Niemiec w piłce nożnej mężczyzn 1953/1954 – 11. edycja rozgrywek mających na celu wyłonienie zdobywcy Pucharu Niemiec. Tym razem trofeum wywalczył VfB Stuttgart. Finał został rozegrany na Südweststadion w Ludwigshafen.

## Plan rozgrywek
Rozgrywki szczebla centralnego składały się z 3 części:
- Ćwierćfinał: 1-18 sierpnia 1953
- Półfinał: 13 grudnia 1953-25 marca 1954
- Finał: 17 kwietnia 1954 roku na Südweststadion w Ludwigshafen

## Ćwierćfinały
Mecze rozegrano 1 i 18 sierpnia 1953 roku.
| Drużyna 1            | Wynik      | Drużyna 2            |
| -------------------- | ---------- | -------------------- |
| 1. FC Kaiserslautern | 2:3        | Hamburger SV         |
| 1. FC Köln           | 3:2        | Viktoria Berlin      |
| TuS Neuendorf        | 2:1        | 1. FC Nürnberg       |
| VfB Stuttgart        | 1:1 (dog.) | SV Bergisch Gladbach |

### Mecze powtórzone
| Drużyna 1            | Wynik | Drużyna 2     |
| -------------------- | ----- | ------------- |
| SV Bergisch Gladbach | 0:6   | VfB Stuttgart |

## Półfinały
Mecze rozegrano 13 grudnia 1953 i 25 marca 1954 roku.
| Drużyna 1     | Wynik      | Drużyna 2     |
| ------------- | ---------- | ------------- |
| Hamburger SV  | 1:3 (dog.) | 1. FC Köln    |
| VfB Stuttgart | 2:2 (dog.) | TuS Neuendorf |

### Mecze powtórzone
| Drużyna 1     | Wynik | Drużyna 2     |
| ------------- | ----- | ------------- |
| TuS Neuendorf | 0:2   | VfB Stuttgart |

## Finał
| 17 kwietnia 1954 | VfB Stuttgart · Waldner 94' | 1:0 (Dogrywka)0:0Raport | 1. FC Köln | Südweststadion, Ludwigshafen Widzów: 60 000 Sędzia: Albert Dusch (Kaiserslautern) |
|                  |                             |                         |            |                                                                                   |

| VFB STUTTGART: |   |                      |  |
|                |   |                      |  |
| BR             | 1 | Karl Bögelein        |  |
| OB             |   | Erich Retter         |  |
| OB             |   | Richard Steimle      |  |
| PO             |   | Pit Krieger          |  |
| PO             |   | Robert Schlienz (c)  |  |
| PO             |   | Karl Barufka         |  |
| NA             |   | Ludwig Hinterstocker |  |
| NA             |   | Otto Baitinger       |  |
| NA             |   | Walter Bühler        |  |
| NA             |   | Rolf Blessing        |  |
| NA             |   | Erwin Waldner        |  |
| Trener:        |   |                      |  |
| Georg Wurzer   |   |                      |  |

| FC KÖLN:     |   |                   |
|              |   |                   |
| BR           | 1 | Frans de Munck    |
| OB           |   | Stefan Langen     |
| OB           |   | Hans Graf (C)     |
| PO           |   | Paul Mebus        |
| PO           |   | Benno Hartmann    |
| PO           |   | Herbert Dörner    |
| NA           |   | Walter Müller     |
| NA           |   | Georg Stollenwerk |
| NA           |   | Berthold Nordmann |
| NA           |   | Josef Röhrig      |
| NA           |   | Hans Schäfer      |
| Trener:      |   |                   |
| Karl Winkler |   |                   |

| Puchar Niemiec w piłce nożnej 1953–1954 Zwycięzcy |
| ------------------------------------------------- |
| VfB Stuttgart 1. Tytuł                            |